# Khusrau-Bagh
Der Khusrau-Bagh oder Khusro Bagh (Hindi: ख़ुसरो बाग़, Urdu: خسرو باغ) ist eine mogulzeitliche Gartenanlage im persischen Stil (char-bagh) mit zwei sich kreuzenden Achsen in der Stadt Prayagraj (früher Allahabad) im indischen Bundesstaat Uttar Pradesh. Hier befinden sich vier Mausoleen für Angehörige des Mogulhofes aus der ersten Hälfte des 17. Jahrhunderts.

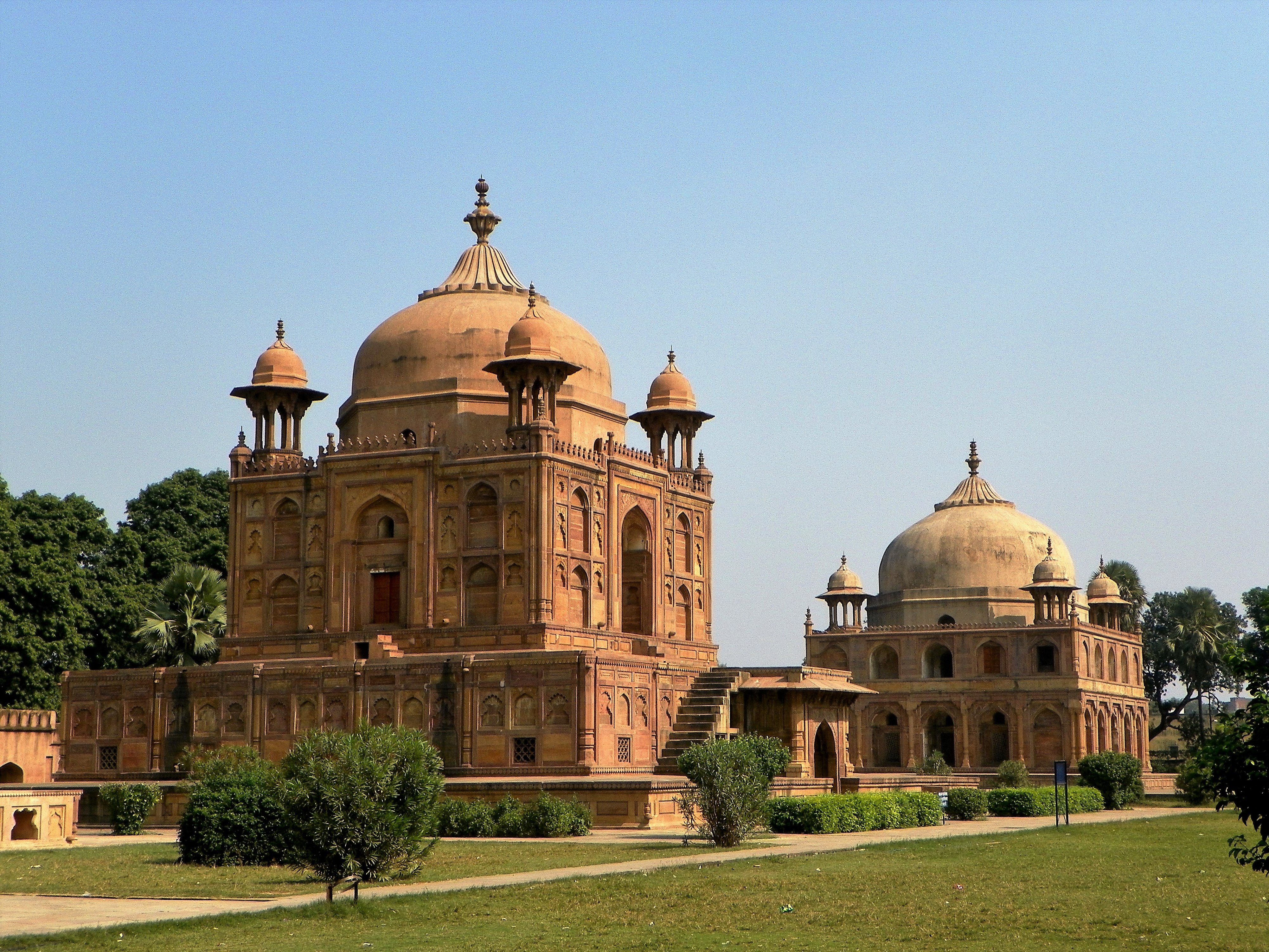
Khusrau-Bagh – Mausoleen

## Lage
Die Parkanlage des Khusrau-Bagh liegt unmittelbar an der Grand Trunk Road ca. 500 m südwestlich des Bahnhofs von Prayagraj in einer Höhe von gut 100 m. Inzwischen ist ein ganzer Stadtteil nach ihr benannt.

## Geschichte
Der Großmogul Akbar I. (reg. 1556–1605) hatte im ausgehenden 16. Jahrhundert am – den Hindus heiligen – Zusammenfluss von Ganges und Yamuna eine mächtige Festungsanlage errichten lassen, wodurch die Stadt neben Delhi, Agra, Fatehpur Sikri und Lahore zu einer der wichtigsten des Reiches aufstieg. Im Jahr 1604 beging hier die Hindu-Prinzessin Man Bai (auch Sultan Begum), die Ehefrau des designierten Thronfolgers Jahangir (reg. 1605–1627), wegen anhaltender Differenzen zwischen dem Prinzen und ihrer beider Sohn Prinz Khusrau Selbstmord, indem sie Opium schluckte. Ihr zu Ehren wurde in den Jahren darauf ein Memorialbau errichtet.
Im Jahr 1622 wurde der schon viele Jahre zuvor geblendete Khusrau im Auftrag seines jüngeren Bruders Prinz Khurram, dem späteren Großmogul Shah Jahan, ermordet. Er erhielt ein eigenes Mausoleum neben dem seiner Mutter. In den Jahren 1624/5 entschloss sich Nisar Begum, die Schwester Khusraus, zum Bau eines Mausoleums für sich selbst, doch wurde bislang kein Sarkophag entdeckt.

## Architektur
Alle Bauten bestehen in ihrem Kern aus Ziegelsteinmauerwerk, das jedoch vollständig mit roten und gelben Sandsteinplatten aus Rajasthan verkleidet ist; diese wurden hauptsächlich per Schiff über die Yamuna herbeitransportiert. Eine gewisse Ähnlichkeit der Bauten mit den etwa 30 bis 50 Jahre früher errichteten in Fatehpur Sikri ist nicht zu übersehen.

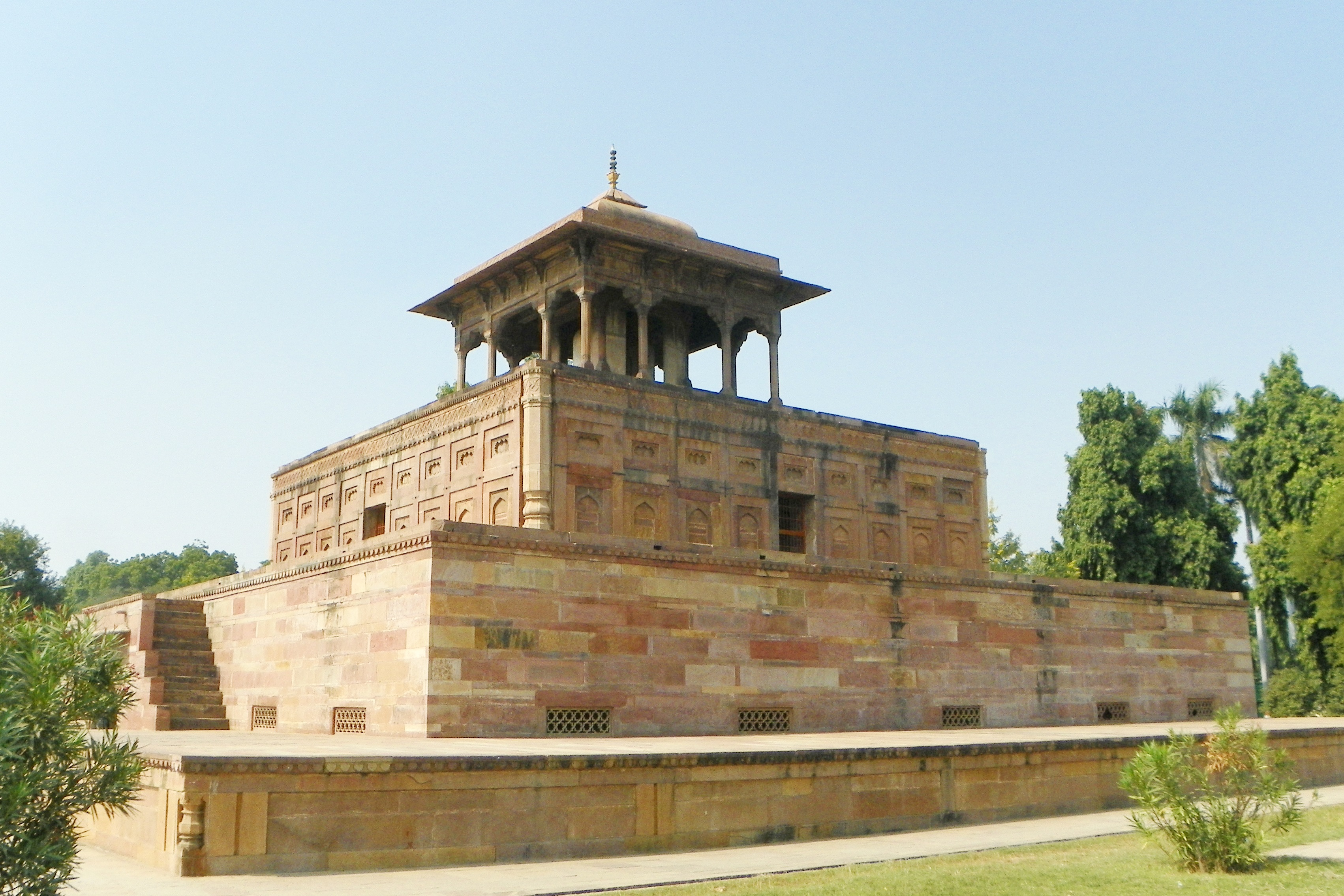
Sultan-Begum-Mausoleum (um 1605)

### Man-Bai-Mausoleum
Das kleinste und ungewöhnlichste der drei großen Mausoleen wurde vom Hofkünstler Aqa Reza geplant: Es besteht aus einer ca. 1 m hohen quadratischen Sockelzone mit einer Seitenlänge von ca. 20 m, auf der der ca. 2 m hohe Unterbau des eigentlichen Grabraums aufruht. Dieser ist mit Ecksäulen, Blendfenstern etc. deutlich reicher gestaltet und bildet seinerseits den Unterbau für einen viereckigen, nach allen Seiten offenen Pavillon (chhatri) mit einem mehrfach gestuften und weitvorkragenden Dach im bengalischen Stil mit einem Kugelstab (jamur) als Spitze.
Zwischen dem Man-Bai-Mausoleum und dem Khusrau-Mausoleum befindet sich ein großes gemauertes Brunnenbecken.

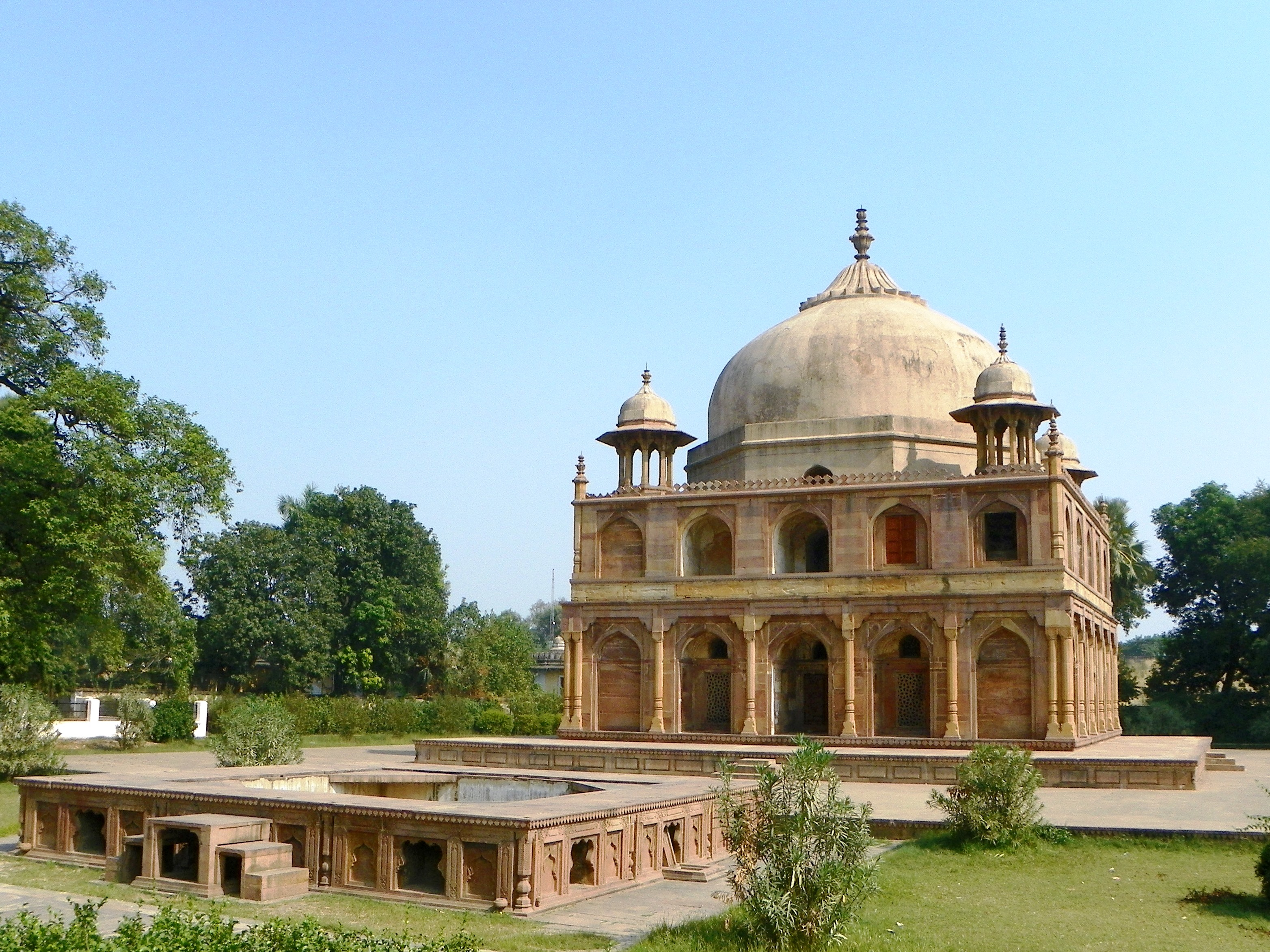
Khusrau-Mausoleum (um 1623)

### Khusrau-Mausoleum
Das mächtigste der drei Mausoleen ruht aus einer quadratischen Bodenplatte mit aufliegendem Sockel. Der eigentliche Grabbau ist zweigeschossig, wobei der untere Teil durch vorgestellte Säulen, die in den vier Ecken gedoppelt sind, besonders hervorgehoben ist; aber auch der obere Teil zeigt Ecksäulen, die sich sogar als kleine Türmchen oberhalb der umlaufenden Zinnenbrüstung fortsetzen. Vier Eckpavillons mit kleinen Kuppeln und ein oktogonaler Tambour leiten über zu einer zweischaligen gebauchten Kuppel, deren Außenhaut weiß verputzt ist. Den Abschluss der Kuppen bilden umgedrehte Lotosblüten und Kugelstäbe.

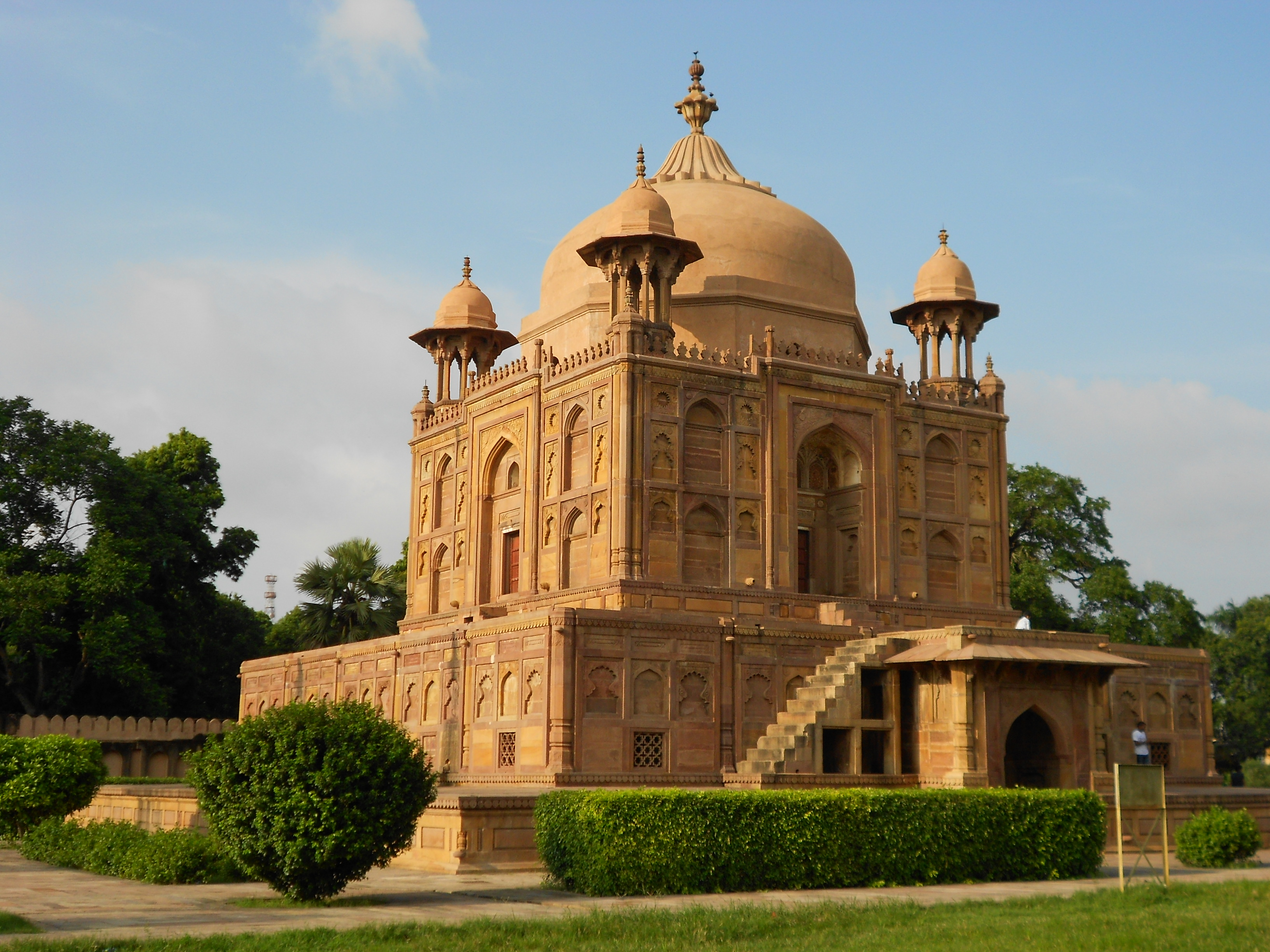
Nisar-Begum-Mausoleum (um 1625)

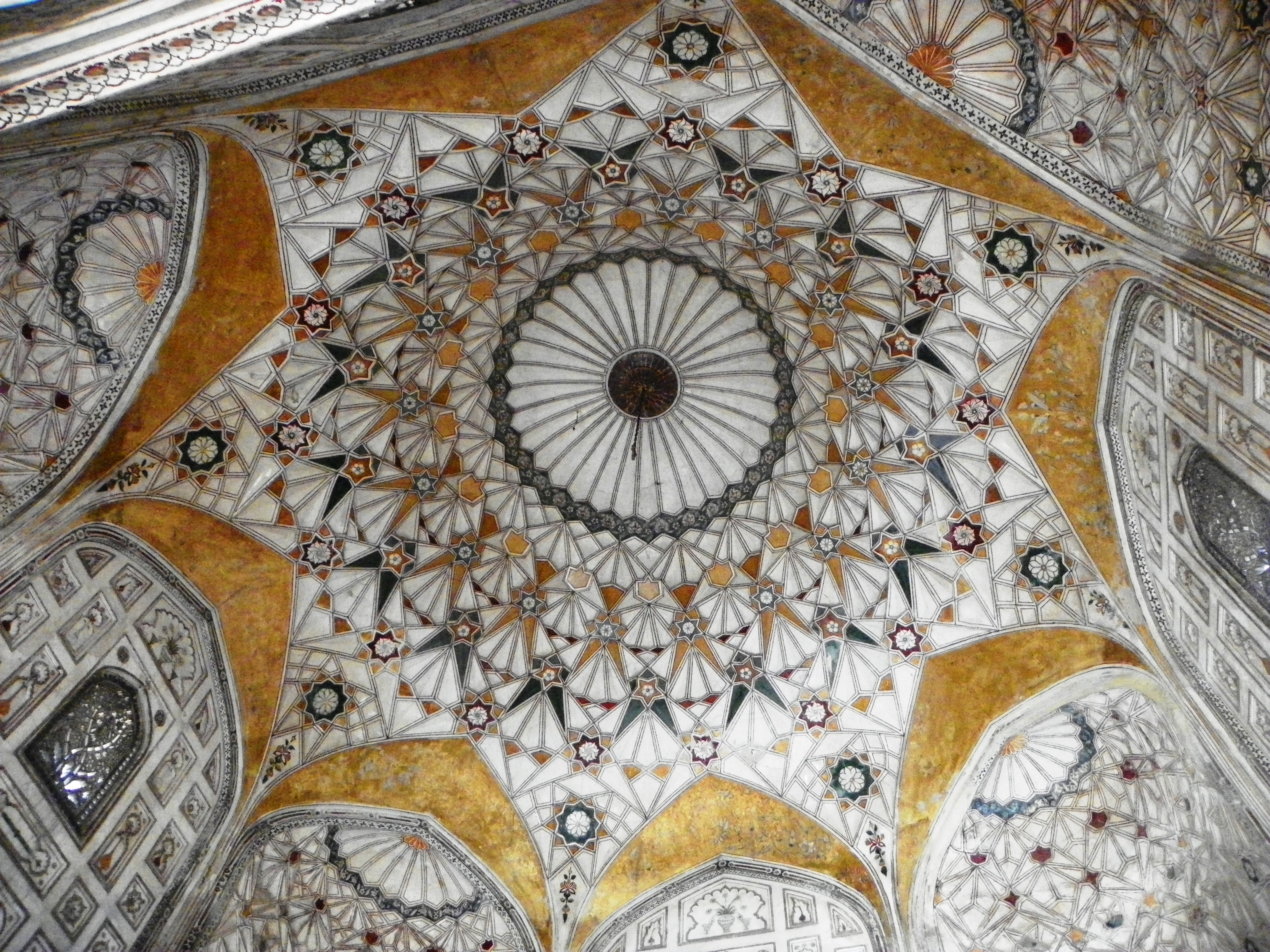
Inneres des Nisar-Begum-Mausoleums

### Nisar-Begum-Mausoleum
Mit dem Bau des mittleren der drei Grabmonumente wurde noch zu Lebzeiten der Schwester Khusraus begonnen; es ähnelt dem kurz zuvor fertiggestellten Mausoleum ihres Bruders, ist jedoch insgesamt geringfügig kleiner, dafür aber reicher gestaltet. Alle drei Ebenen sind quadratisch; auf der Südseite führt ein Portal in die unter dem Erdbodenniveau befindliche Grabkammer. Die Außenwände des eigentlichen Mausoleums sind mit Blendfenstern verziert; den Abschluss bildet ein umlaufender Zinnenkranz, der durch zahlreiche Türmchen unterbrochen wird. Die Ecken des Bauwerks sind durch seitlich offene Pavillons (chhatris) betont, deren auskragende Dächer auf jeweils sechs Pfeilern ruhen. Auch hier bildet ein achteckiger Tambour den Unterbau für die verputzte leicht gebauchte Kuppel, die im Innern wegen ihrer Zweischaligkeit nur schwach in Erscheinung tritt. Eine umgedrehte Lotosblüte mit einer steinernen Vase (kalasha) bilden die Spitze des Bauwerks, dessen Inneres mit variantenreichen Sternmotiven ausgemalt ist.

### Bibi-Tambolan-Mausoleum
Ein weiterer kleiner Grabbau für Bibi Tambolan, eine Hofdame, befindet sich in einer Ecke des Parkgeländes.